# Stevia linoides
Stevia linoides là một loài thực vật có hoa trong họ Cúc. Loài này được Sch.Bip. ex Klotzsch miêu tả khoa học đầu tiên năm 1852.